# Mirza (nombre)
Mirza (/ˈmɜːrzə/ o /mɪərˈzɑː/; en persa: میرزا‎) es un nombre de origen persa. Se utiliza además como apellido o prefijo del nombre para indicar un linaje patriarcal. Se deriva del término Mirzadeh (en persa: میرزادہ‎, lit. 'hijo del príncipe').
Históricamente, «Mirza» era un título nobiliario y principesco, haciendo referencia a un príncipe de la Casa Real, un noble de alta cuna o un destacado líder militar o académico. Específicamente, fue utilizado en varios periodos imperiales persas, la Horda de Nogái, Shirvanshah, varios estados del Cáucaso y Circasia como los reinos georgianos o los janatos cumucos y chechenos, los mogoles, y rajputs musulmanes del subcontinente indio.
También ha sido un título utilizado por aristócratas de los estados tátaros como los kanatos kazajo y de Astracán.